# Casper Sørensen
Casper Sørensen (født 8. juni 1991) er en dansk fodboldspiller.

## Karriere

### Viborg FF
Casper Sørensen har spillet for Viborg FFs talentprojekt FK Viborg. Her har han været anfører og en af de bærende defensive kræfter for holdet i U19 divisionen.
Han fik sin debut i divisionsfodbold den 14. juni 2009, da han i sæsonens sidste kamp blev indskiftet i pausen for Viborg FF da de mødte BK Frem i Valby Idrætspark. Efter sæsonen 2010-11 fik Sørensen ikke sin kontrakt forlænget med VFF.

### Brabrand IF
Siden stoppet i Viborg FF i 2011 har Casper Sørensen spillet i 2. divisionsklubben Brabrand IF.
Han forlod klubben i sommeren 2014, da han skulle læse i København.

### Herlev IF
Den 24. juli 2014 skiftede Sørensen til Herlev IF. Han stoppede dog i klubben efter forårssæonen 2015.